# РД-270
РД-270 (рус. Ракетный Двигатель-270; Ракетни Мотор-270) је ракетни мотор са једном млазницом, покретан са две врсте течног горива, пројектован од стране пројектантског бироа Енергомаш (СССР/Русија) 1960-их. Планирано је да се овај ракетни мотор користи код ракета-носача тешке категорије УР-700 и УР-900 које су тада биле у фази планирања. Овај мотор има највећи потисак од свих мотора са једном млазницом развијених у бившем Совјетском Савезу или Русији – 640 тона потиска (6.270 kN) на површини Земље. Као гориво користи комбинацију диметилхидразина (УДМХ) и азот тетроксида. Притисак у комори за сагоревање је један од највиших икада постигнутих код свих ракетних мотора у свету, и износи 26 MPa. Ово је постигнуто употребом циклусом сагоревања пуног протока за сву надолазећу масу горива, која се прво претвара у гас и пролази кроз неколико турбина па се тек затим спроводи у комору за сагоревање. Овим процесом мотор достиже специфични импулс од 301 секунде (2,95 km/s) на површини Земље.
Тестирање мотора било је приведено крају када је донета одлука да се цео програм оконча. Одлука да се заустави развој овог мотора, као и свих ракета-носача које је он требало да погони, донета је 11. децембра 1970. године.

## Историја
Развој ракетног мотора РД-270 започет је 26. јуна 1962. године. Прва истраживања и пројектовање мотора, као и каснија производња, спровођено је под будним оком Валентина Глушка, који је био један од идејних твораца овог пројекта. Производња првих мотора завршена је 1967. године. У то време овај мотор постао је најмоћнији ракетни мотор на планети и користио је горива са највишом тачком кључања до тада. У периоду 1967—1969. година спроведено је више тестова над моторима који су били експериментални и прилагођени за рад на нивоу мора, са кратким млазницама. Укупно је спроведено 27 тестова над 22 ракетна мотора; три мотора су тестирана два пута, док је један мотор тестиран три пута. Сва тестирања и радови на развоју стопирани су када је донета одлука да се оконча пројекат УР-700.
Током развоја, Глушко је проучавао могућност употребе пентаборан горива за модификовани ракетни мотор РД-270М. Употреба ових горива била би велики ризик, јер су она веома отровна по људе и околину, али би се специфичан импулс повећао за 42 секунде (0,41 km/s).

## Дизајн мотора
Ниво потиска мотора могао се контролисати у опсегу од 95–105%, док је угао скретања млазница за управљање ракетом у лету био ±12° (пројекат Р-56) и ±8° за УР-700 фамилију ракета. Однос оксиданса и горива износио је 2,67 и могао се мењати до 7%.
Како би се постигао тако висок специфични импулс и веома висок притисак у комори за сагоревање, код мотора РД-270 коришћена су два независна круга при циклусу сагоревања пуног протока. Један пар турбина са предпаљењем претвара гориво у гасно стање и циркулише све компоненте горива. Једна од ових турбина користи гас настао од горива за покретање пумпе за гориво, док друга користи гас настао од оксиданса за покретање пумпе која убризгава оксиданс. Резултат тога је да се у комори за сагоревање пали само гас који долази из генератора. Контролер који се налази на мотору регулише рад два независна круга, један за гориво и један за оксиданс.
Какко би се комора за сагоревање хладила што ефикасније, њени зидови направљени су у слојевима. Неки делови млазнице мотора прекривени су цирконијум-диоксидом за додатну термалну изолацију.